# 1984 في الولايات المتحدة
فيما يلي قوائم الأحداث التي وقعت خلال عام 1984 في الولايات المتحدة.

## أحداث
- 4 يناير – نايت كورت
- 28 يوليو – الألعاب الأولمبية الصيفية 1984

## سياسة

### تعيين في المنصب
- 1 يناير – جو ويلسون عضو مجلس ولاية كارولاينا الجنوبية.
- 1 يناير – كاثلين بلانكو عضو مجلس نواب لويزيانا.

## رياضة
- 1 يناير – أمريكا المفتوحة 1984

## ظهور
- 1 يناير – ذا بويز
- 1 يناير – ساوندغاردن
- 1 يناير – نيو كيدز أون دا بلوك
- 1 يناير – يو لا تانغو

## أفلام
من الأفلام التي صدرت هذه السنة في الولايات المتحدة:
- 1 يناير – أطفال الذرة من إخراج Fritz Kiersch [الإنجليزية]‏.
- 1 يناير – أماديوس من إخراج ميلوش فورمان.
- 1 يناير – أماكن في القلب من إخراج روبرت بنتون.
- 1 يناير – الأثر المفاجئ من إخراج كلينت إيستوود.
- 1 يناير – البرد الكبير من إخراج لورانس كازدان.
- 1 يناير – الوجه ذو الندبة من إخراج براين دي بالما.
- 1 يناير – إنديانا جونز ومعبد الهلاك من إخراج ستيفن سبيلبرغ.
- 1 يناير – بيردي من إخراج آلان باركر.
- 1 يناير – حبل مشدود من إخراج Richard Tuggle [الإنجليزية]‏، كلينت إيستوود.
- 1 يناير – حدث ذات مرة في أمريكا من إخراج سرجيو ليون.
- 1 يناير – ذا إيفل ديد من إخراج سام رايمي.
- 1 يناير – ريسكي بيزنس من إخراج باول بريكمان.
- 1 يناير – سباق مع القمر من إخراج ريتشارد بنيامين.
- 1 يناير – ستارمان من إخراج جون كاربنتر.
- 1 يناير – شروط إظهار العاطفة من إخراج جيمس بروكس.
- 1 يناير – طريق إلى الهند من إخراج ديفيد لين.
- 1 يناير – قصة جندي من إخراج نورمان جويسون.
- 1 يناير – كابوس شارع إيلم من إخراج شون كونينغهام، ويس كرافن.
- 1 يناير – كانونبول رن 2 من إخراج هال نيدهام.
- 1 يناير – كونان المدمر من إخراج ريتشارد فليشر.
- 1 يناير – مغازلة الحجر من إخراج روبرت زيميكس.
- 1 يناير – ميسنغ إن أكشن من إخراج جوزيف زيتو.
- 1 يناير – نادي القطن من إخراج فرانسيس فورد كوبولا.
- 1 يناير – ينتل من إخراج باربرا سترايساند.
- 1 يناير – يوم الجمعة الثالث عشر: الفصل النهائي من إخراج جوزيف زيتو.
- 8 يونيو – صائدو الأشباح من إخراج ايفان ريتمان.
- 17 يونيو – سوبرمان 3 من إخراج ريتشارد ليستير.
- 22 يونيو – فتى الكاراتيه من إخراج جون أفليدسن.
- 27 يوليو – المطر الأرجواني من إخراج Albert Magnoli [الإنجليزية]‏.
- 10 أغسطس – ريد دان من إخراج جون ميليوس.
- 26 أكتوبر – ذا تيرميناتور من إخراج جيمس كاميرون.
- 5 ديسمبر – شرطي بيفرلي هيلز من إخراج مارتن بريست.
- 14 ديسمبر – كثيب من إخراج ديفيد لينش.

## برامج ومسلسلات وأنمي
- السنافر
- المحقق غادجيت

## موسيقى

### أغاني
من الأغاني التي صدرت هذه السنة في الولايات المتحدة:
- 6 نوفمبر – مثل العذراء من غناء مادونا.

## كتب
من الكتب التي صدرت هذه السنة في الولايات المتحدة:
- 1 يناير – الحرب الجيدة من تأليف ستادز تيركل.
- 1 يناير – تطور التعاون من تأليف روبرت أكسلرود.
- 1 يناير – تنانين خريف الشفق من تأليف مارغريت فايس، تريسي هيكمان.
- 1 مايو – دائرة كاملة من تأليف دانيال ستيل.
- 1 يوليو – قاعة هاربر الثلاثية من تأليف آن مكافري.
- 1 يوليو – نيورومانسر من تأليف ويليام جيبسون.

## مواليد

### يناير
- 1 يناير – جون جيلكريست لاعب كرة سلة أمريكي.
- 1 يناير – دان أمبويير ممثل أمريكي.
- 1 يناير – ديسمين بورغيس
- 1 يناير – روز هيمينغواي ممثلة أمريكية.
- 1 يناير – سيرينا سحيم صحفية أمريكية.
- 3 يناير – هنري لوندي ملاكم من الولايات المتحدة الأمريكية.
- 6 يناير – إريك ترامب
- 6 يناير – جاريد ديلينجر
- 6 يناير – كيت مكينون ممثلة أمريكية.
- 7 يناير – ديانا لوبيز لاعبة تايكوندو من الولايات المتحدة الأمريكية.
- 9 يناير – براندون بولك لاعب كرة سلة أمريكي.
- 9 يناير – بوبي جونز
- 11 يناير – برادلي باكمان لاعب كرة سلة أمريكي.
- 11 يناير – مات مولينغ
- 12 يناير – جيرمين توماس لاعب كرة سلة أمريكي.
- 12 يناير – روبرت هايت لاعب كرة سلة أمريكي.
- 12 يناير – سام جيفالدي ممثل أمريكي.
- 21 يناير – لوك غريمس ممثل أمريكي.
- 22 يناير – جوش فانلاندينغهام لاعب كرة سلة أمريكي.
- 22 يناير – ليون بوي لاعب كرة سلة أمريكي.
- 24 يناير – أشلي وليامز ممثلة أمريكية.
- 24 يناير – جوستين بالدوني ممثل أمريكي.
- 24 يناير – لامونت بيترسون ملاكم من الولايات المتحدة الأمريكية.
- 28 يناير – أندريه إيجودالا لاعب كرة سلة أمريكي.
- 28 يناير – جوردن هارفي لاعب كرة قدم من الولايات المتحدة الأمريكية.
- 28 يناير – داني جيبسون لاعب كرة سلة أمريكي.
- 30 يناير – تشاد باور
- 30 يناير – كورتيس سمبتر لاعب كرة سلة أمريكي.
- 30 يناير – كيد كودي
- 31 يناير – جيريمي وارينر عداء سرعة من الولايات المتحدة الأمريكية.

### فبراير
- 3 فبراير – إبراهيم جابر لاعب كرة سلة أمريكي.
- 3 فبراير – إليزابيث هولمز
- 6 فبراير – أنتوان رايت لاعب كرة سلة أمريكي.
- 6 فبراير – براندون هاموند ممثل أمريكي.
- 7 فبراير – تراي هاردي منافِس أوليمبي من الولايات المتحدة الأمريكية.
- 7 فبراير – دان غرونفيلد لاعب كرة سلة أمريكي.
- 8 فبراير – سيسلي سترونغ
- 9 فبراير – أوبي تروتر لاعب كرة سلة أمريكي.
- 9 فبراير – جيسون ديسالفو متسابق دراجات نارية من الولايات المتحدة الأمريكية.
- 9 فبراير – موريس أجير لاعب كرة سلة أمريكي.
- 11 فبراير – ألاندو تاكر لاعب كرة سلة أمريكي.
- 11 فبراير – أوبري أو داي
- 13 فبراير – برينا بالنسيا ممثلة أمريكية.
- 13 فبراير – لاتويا بوند لاعبة كرة سلة من الولايات المتحدة الأمريكية.
- 14 فبراير – مات بار ممثل أمريكي.
- 18 فبراير – اليخاندرو سالازار لاعب كرة قدم من الولايات المتحدة الأمريكية.
- 19 فبراير – ماريسا ميير
- 22 فبراير – جمار ويلسون
- 23 فبراير – أندريه وارد
- 24 فبراير – كوري جريفز
- 24 فبراير – ويلسون بيثيل
- 27 فبراير – جيمس أوغستين لاعب كرة سلة أمريكي.
- 27 فبراير – ديفيد نويل لاعب كرة سلة أمريكي.

### مارس
- 1 مارس – براندون ستانتون مصور أمريكي.
- 1 مارس – براندون هيث لاعب كرة سلة أمريكي.
- 1 مارس – جيرمي ريتشاردسون لاعب كرة سلة أمريكي.
- 1 مارس – ريلير ديارت لاعب كرة مضرب من الولايات المتحدة.
- 2 مارس – إيان سينكلير ممثل أمريكي.
- 2 مارس – بليك أندرسون
- 2 مارس – كريس ألجيري
- 7 مارس – براندون تي جاكسون
- 7 مارس – ستيف بيرت جونيور لاعب كرة سلة أوكراني.
- 9 مارس – بريان كوسوورث لاعب كرة سلة أمريكي.
- 10 مارس – أوليفيا وايلد ممثلة أمريكية.
- 11 مارس – روب براون ممثل أمريكي.
- 11 مارس – كليف كلينكسكاليس لاعب كرة سلة من الولايات المتحدة الأمريكية.
- 12 مارس – جيمي ألكسندر
- 14 مارس – تاج غراي لاعب كرة سلة أمريكي.
- 15 مارس – كريستينا كيم لاعبة غولف من الولايات المتحدة الأمريكية.
- 17 مارس – إيفان هاريس لاعب كرة سلة أمريكي.
- 17 مارس – كريس كوبلاند لاعب كرة سلة من الولايات المتحدة الأمريكية.
- 18 مارس – راجيف رام لاعب كرة مضرب أمريكي.
- 18 مايو – مارسيلوس كيمب لاعب كرة سلة من الولايات المتحدة الأمريكية.
- 19 مارس – جيمس كيركلاند ملاكم من الولايات المتحدة الأمريكية.
- 19 مارس – ليا أنتونوبليس لاعبة كرة مضرب من الولايات المتحدة الأمريكية.
- 20 مارس – كريستي كارلسون رومانو
- 21 مارس – ترينس كينزي لاعب كرة سلة أمريكي.
- 24 مارس – سام دالي ممثل أمريكي.
- 24 مارس – كريس بوش لاعب كرة سلة من الولايات المتحدة الأمريكية.
- 25 مارس – كاثرين ماكفي
- 25 مارس – كوينتون هوسلي لاعب كرة سلة أمريكي.
- 26 مارس – إليزابيث جاكوبسون ربانة طائرة في سلاح الجو الأمريكي.
- 26 مارس – سارا جيان أندروود
- 27 مارس – إميلي لويد ممثلة أمريكية.
- 27 مارس – روس أولبريخت
- 29 مارس – نيكي بلو لاعبة كرة سلة أمريكية.
- 30 أكتوبر – إيفا مارسيل
- 31 مارس – إيدي جونسون لاعب كرة قدم أمريكي.
- 31 مارس – جوستين غراي لاعب كرة سلة أمريكي.

### أبريل
- 4 أبريل – شون ماي لاعب كرة سلة أمريكي.
- 5 أبريل – رودني كارني لاعب كرة سلة أمريكي.
- 5 أبريل – مارشال ألمان ممثل أمريكي.
- 6 أبريل – لامونت هاميلتون لاعب كرة سلة من الولايات المتحدة الأمريكية.
- 7 أبريل – ريشون تيري لاعب كرة سلة من الولايات المتحدة الأمريكية.
- 10 أبريل – إيفان جونسون لاعب كرة سلة أمريكي.
- 10 أبريل – بروك كوينان لاعبة كرة سلة أمريكية.
- 10 أبريل – ماندي مور
- 11 أبريل – كيلي غارنر ممثلة أمريكية.
- 15 أبريل – بن كاسيكا موسيقي أمريكي.
- 16 أبريل – نواه فليش
- 17 أبريل – سي جي واتسون لاعب كرة سلة من الولايات المتحدة الأمريكية.
- 17 أبريل – كيفن تيغز لاعب كرة سلة أمريكي.
- 18 أبريل – أمريكا فيرارا ممثلة أمريكية.
- 18 أبريل – تشارلز ديفيس
- 19 أبريل – كريس دانيلز
- 21 أبريل – جينيفر دالغرين رامية مطرقة أرجنتينية.
- 21 أبريل – دانيال هورتون لاعب كرة سلة أمريكي.
- 23 أبريل – جون شاربر لاعب كرة سلة أمريكي.
- 23 أبريل – لي همفري لاعب كرة سلة من الولايات المتحدة الأمريكية.
- 24 أبريل – فرانك أيودي
- 24 أبريل – ليستر كوك لاعب كرة مضرب أمريكي.
- 25 أبريل – ديريك بيرس لاعب كرة سلة أمريكي.
- 25 أبريل – ميلوني دياز ممثلة أمريكية.
- 26 أبريل – إميلي يكرشام ممثلة أمريكية.
- 30 أبريل – بروك سميث لاعبة كرة سلة أمريكية.
- 30 أبريل – سيمون أوغوستوس لاعبة كرة سلة من الولايات المتحدة الأمريكية.
- 30 أبريل – شان ديوري مصارع محترف من الولايات المتحدة الأمريكية.

### مايو
- 4 مايو – براد مادوكس مصارع محترف من الولايات المتحدة الأمريكية.
- 6 مايو – أبو منصور الأمريكي
- 6 مايو – أوليفر لافاييت لاعب كرة سلة أمريكي.
- 6 مايو – ديماريوس بولدز لاعب كرة سلة من الولايات المتحدة الأمريكية.
- 6 مايو – سول ميركادو لاعب كرة سلة فلبيني.
- 7 مايو – دوني ماكغراث
- 8 مايو – جون ريسج
- 8 مايو – ماريسا نيتلينغ ممثلة أمريكية.
- 9 مايو – إيزرا كلاين صحفي أمريكي.
- 9 مايو – جاي آر رينولدز لاعب كرة سلة أمريكي.
- 11 مايو – لويس روبلس لاعب كرة قدم أمريكي.
- 12 مايو – جوستين ويليامز لاعب كرة سلة أمريكي.
- 12 مايو – ميلسا كان لاعبة كرة سلة أمريكية.
- 14 مايو – كريس ميغالوديس لاعب كرة قدم أمريكي.
- 14 مايو – مارك زوكربيرغ المؤسس المشارك لموقع التواصل الاجتماعي فيسبوك.
- 16 مايو – كوينسي دوبي لاعب كرة سلة أمريكي.
- 17 مايو – جيسون بلير
- 17 مايو – شون هوك ملاكم من الولايات المتحدة الأمريكية.
- 18 مايو – مارسيلوس كيمب لاعب كرة سلة من الولايات المتحدة الأمريكية.
- 19 مايو – كيري جاردين لاعبة كرة سلة أمريكية.
- 20 مايو – باتريك يوينغ جونيور لاعب كرة سلة من الولايات المتحدة الأمريكية.
- 22 مايو – داستن موسكوفيتز رائد أعمال من الولايات المتحدة الأمريكية.
- 24 مايو – براندون غونزاليز ملاكم من الولايات المتحدة الأمريكية.
- 25 مايو – داريل هاريس لاعب كرة سلة أمريكي.
- 25 مايو – ليز موجنبيرج لاعبة كرة سلة أمريكية.
- 27 مايو – بليك أهيرن لاعب كرة سلة أمريكي.
- 28 مايو – مانويل بيريز ملاكم من الولايات المتحدة الأمريكية.
- 29 مايو – كارميلو أنطوني لاعب كرة سلة من الولايات المتحدة الأمريكية.
- 29 مايو – لافيرن كوكس
- 29 مايو – نايا جاكس
- 31 مايو – نيت روبنسون

### يونيو
- 1 يونيو – تايلور هاندلي ممثل أمريكي.
- 1 يونيو – فرانك روبنسون لاعب كرة سلة أمريكي.
- 2 يونيو – تايلر فارار درّاج طريق من الولايات المتحدة الأمريكية.
- 4 يونيو – جينافيف جولي ممثلة إباحية أمريكية.
- 4 يونيو – فيني بات لاعب شطرنج من الولايات المتحدة الأمريكية.
- 5 يونيو – مايك هول لاعب كرة سلة أمريكي.
- 8 يونيو – باربارا تيرنر لاعبة كرة سلة أمريكية.
- 8 يونيو – توري ديفيتو
- 12 يونيو – ليندسي هاردينغ لاعبة كرة سلة أمريكية.
- 13 يونيو – تمارا جيمس لاعبة كرة سلة أمريكية.
- 13 يونيو – ليزا ويليس لاعبة كرة سلة من الولايات المتحدة الأمريكية.
- 17 يونيو – ألان راي لاعب كرة سلة أمريكي.
- 18 يونيو – ويلفريدو فاسكيز جونيور
- 19 يونيو – بول دانو ممثل أمريكي.
- 19 يونيو – ماريو ويست لاعب كرة سلة أمريكي.
- 20 يونيو – حسن آدامز لاعب كرة سلة أمريكي.
- 21 يونيو – جيسيكا وايت
- 22 يونيو – مات لوريا
- 24 يونيو – جي جي ريديك لاعب كرة سلة أمريكي.
- 24 يونيو – لوسيين دودج ممثل صوتي من الولايات المتحدة الأمريكية.
- 25 يونيو – لورين بوش
- 26 يونيو – أوبري بلازا
- 26 يونيو – خوسيه خوان باريا لاعب كرة سلة بورتوريكي.
- 26 يونيو – ديرون وليامز لاعب كرة سلة أمريكي.
- 26 يونيو – ريموند فيلتون لاعب كرة سلة أمريكي.
- 27 يونيو – جون غالاغر جونيور
- 27 يونيو – كلوي كارداشيان شخصية تلفزيونية أمريكية.
- 30 يونيو – تيريل إيفرت لاعب كرة سلة أمريكي.
- 30 يونيو – فانتازيا بارينو

### يوليو
- 1 يوليو – أنتوني مايسترانزي لاعب كرة سلة إيطالي.
- 1 يوليو – بريسي رايت لاعب كرة سلة أمريكي.
- 2 يوليو – إليز ستيفانيك سياسية من الولايات المتحدة الأمريكية.
- 6 يوليو – آمبر ليو لاعبة كرة مضرب أمريكية.
- 6 يوليو – شيناي بيري لاعبة كرة مضرب أمريكية.
- 7 يوليو – إريك داوسون لاعب كرة سلة أمريكي.
- 7 يوليو – كريس هنتر لاعب كرة سلة أمريكي.
- 10 يوليو – تيم بلو لاعب كرة سلة أمريكي.
- 10 يوليو – سارة شيفون
- 11 يوليو – بن سبايس متسابق دراجات نارية من الولايات المتحدة الأمريكية.
- 12 يوليو – أنتيوان روبنسون لاعب كرة سلة أمريكي.
- 12 يوليو – ريان بيتينيلا لاعب كرة سلة أمريكي.
- 12 يوليو – ميكايلا هوفر
- 12 يوليو – ناتالي مارتينيز
- 13 يوليو – ميغان دافي لاعبة كرة سلة أمريكية.
- 14 يوليو – رينالدو بالكمان لاعب كرة سلة من الولايات المتحدة الأمريكية.
- 16 يوليو – سليمان جونز لاعب كرة سلة أمريكي.
- 18 يوليو – جيمون جوردون لاعب كرة سلة من الولايات المتحدة الأمريكية.
- 19 يوليو – آدم موريسون لاعب كرة سلة أمريكي.
- 19 يوليو – جوسيسيتو لوبيز ملاكم من الولايات المتحدة الأمريكية.
- 19 يوليو – كايتلين دوبلدي ممثلة أمريكية.
- 21 يوليو – بول ديفيس لاعب كرة سلة أمريكي.
- 23 يوليو – براندون روي لاعب كرة سلة أمريكي.
- 24 يوليو – جيفري فيجيانو لاعب كرة سلة أمريكي.
- 24 يوليو – مايك جونز لاعب كرة سلة من الولايات المتحدة الأمريكية.
- 25 يوليو – خافيير كولسون منافِس أوليمبي من الولايات المتحدة الأمريكية.
- 27 يوليو – تايلور شيلينغ ممثلة أمريكية.
- 27 يوليو – رون لويس لاعب كرة سلة أمريكي.
- 27 يوليو – كيني ورمالد
- 28 يوليو – جون ديفيد واشنطن لاعب كرة قدم أمريكي.
- 29 يوليو – كينيدي وينستون لاعب كرة سلة من الولايات المتحدة الأمريكية.
- 30 يوليو – جينا رودريجيز ممثلة أمريكية.

### أغسطس
- 3 أغسطس – ريان لوكتي سباح أمريكي.
- 4 أغسطس – ماردي كولينز لاعب كرة سلة أمريكي.
- 5 أغسطس – راشون برودوس لاعب كرة سلة من الولايات المتحدة الأمريكية.
- 7 أغسطس – ليستر هدسون لاعب كرة سلة أمريكي.
- 8 أغسطس – ويل هاتشر لاعب كرة سلة أمريكي.
- 10 أغسطس – بيلي لييل ملاكم من الولايات المتحدة الأمريكية.
- 10 أغسطس – دونتاي درابر لاعب كرة سلة أمريكي.
- 10 أغسطس – رايان أيجولد ممثل أمريكي.
- 12 أغسطس – دانيال فيتزجيرالد لاعب كرة سلة أمريكي.
- 13 أغسطس – هيث بيرس لاعب كرة قدم أمريكي.
- 14 أغسطس – تيرنس روبرتس لاعب كرة سلة أمريكي.
- 15 أغسطس – كوينتون آرون ممثل أمريكي.
- 16 أغسطس – كانديس دوبري لاعبة كرة سلة أمريكية.
- 17 أغسطس – دي براون لاعب كرة سلة أمريكي.
- 18 أغسطس – مصطفى شكور لاعب كرة سلة أمريكي.
- 19 أغسطس – ميكا ألبرتي
- 20 أغسطس – أفيس وايت لاعب كرة سلة من الولايات المتحدة الأمريكية.
- 21 أغسطس – إيف توريس
- 22 أغسطس – تشاد مارشال لاعب كرة قدم من الولايات المتحدة الأمريكية.
- 22 أغسطس – كريس باتريك لاعب كرة قدم أمريكية.
- 22 أغسطس – مايكل إيفيفيرها لاعب كرة سلة أمريكي.
- 24 أغسطس – تشارلي فيلانويفا لاعب كرة سلة أمريكي.
- 27 أغسطس – أماندا فولر
- 28 أغسطس – كامرون تايلور لاعب كرة سلة أمريكي.
- 30 أغسطس – تري جونسون لاعب كرة سلة أمريكي.
- 31 أغسطس – رشاد جونز جينينغز لاعب كرة سلة أمريكي.

### سبتمبر
- 2 سبتمبر – تي جيه بيركنز
- 3 سبتمبر – باز دي لا هويرتا ممثلة أمريكية.
- 3 سبتمبر – غاريت هدلوند ممثل أمريكي.
- 3 سبتمبر – وينديل وايت لاعب كرة سلة من الولايات المتحدة الأمريكية.
- 4 سبتمبر – ديميتريس نيكولز لاعب كرة سلة أمريكي.
- 7 سبتمبر – فرانك ينغ لاعب كرة سلة أمريكي.
- 7 سبتمبر – فيليب بروكس لاعب كرة سلة أمريكي.
- 9 سبتمبر – أريل جاكوبس ممثلة أمريكية.
- 9 سبتمبر – أوستن وينتوري ملحن أمريكي.
- 9 سبتمبر – براد غوزان لاعب كرة قدم أمريكي.
- 9 سبتمبر – ديفيد تشوتي لاعب كرة سلة إيطالي.
- 10 سبتمبر – زابيان دودل لاعب كرة سلة أمريكي.
- 12 سبتمبر – أمينة تسونمولاي
- 12 سبتمبر – ميلدون أمبريس لاعب كرة سلة أمريكي.
- 13 سبتمبر – بارون كوربن
- 13 سبتمبر – جمال تاتوم لاعب كرة سلة أمريكي.
- 15 سبتمبر – جيرالد روبنسون لاعب كرة سلة أمريكي.
- 16 سبتمبر – أحمد شهاب الدين صحفي أمريكي.
- 16 سبتمبر – سابرينا برايان
- 16 سبتمبر – ستانلي باريل لاعب كرة سلة من الولايات المتحدة الأمريكية.
- 17 سبتمبر – كيدريك مايس لاعب كرة سلة من الولايات المتحدة الأمريكية.
- 18 سبتمبر – ترافيس أوتلو لاعب كرة سلة أمريكي.
- 18 سبتمبر – جاك كاربنتر ممثل أمريكي.
- 18 سبتمبر – مايكل أوميه لاعب كرة سلة أمريكي.
- 19 سبتمبر – إيفا ماري
- 19 سبتمبر – ليديا هيرست
- 24 سبتمبر – إفوري لاتا لاعبة كرة سلة أمريكية.
- 24 سبتمبر – بوبي براون لاعب كرة سلة من الولايات المتحدة الأمريكية.
- 24 سبتمبر – جون ليتل لاعب كرة سلة أمريكي.
- 25 سبتمبر – براينت جينينغز ملاكم من الولايات المتحدة الأمريكية.
- 25 سبتمبر – رشاد مكانتس لاعب كرة سلة أمريكي.
- 27 سبتمبر – أنجيلا هاينس لاعبة كرة مضرب أمريكية.
- 27 سبتمبر – كيرك أرتشيبيكو لاعب كرة سلة أمريكي.
- 28 سبتمبر – ميلودي ثورنتون مغنية أمريكية.
- 29 سبتمبر – أبراهام هان ملاكم من الولايات المتحدة الأمريكية.
- 30 سبتمبر – تي-بين

### أكتوبر
- 1 أكتوبر – بيك بينيت ممثل أمريكي.
- 1 أكتوبر – جوش برينر ممثل أمريكي.
- 2 أكتوبر – جون موريس
- 3 أكتوبر – أشلي سيمبسون
- 3 أكتوبر – خيسوس غونزاليس ملاكم من الولايات المتحدة الأمريكية.
- 3 أكتوبر – غاري نيل لاعب كرة سلة أمريكي.
- 5 أكتوبر – أزور بارسونز ممثلة أمريكية.
- 5 أكتوبر – تامي فاريل عارضة من الولايات المتحدة الأمريكية.
- 8 أكتوبر – كيدرن كلارك لاعب كرة سلة أمريكي.
- 10 أكتوبر – رايان هولينز لاعب كرة سلة أمريكي.
- 10 أكتوبر – رود بينسون لاعب كرة سلة أمريكي.
- 14 أكتوبر – أنتوني ديرل ملاكم من الولايات المتحدة الأمريكية.
- 14 أكتوبر – جاريد جوردان لاعب كرة سلة أمريكي.
- 15 أكتوبر – أليكس ماكينا ممثلة أمريكية.
- 15 أكتوبر – براندون بومان لاعب كرة سلة أمريكي.
- 16 أكتوبر – جوي هرنانديز ملاكم من الولايات المتحدة الأمريكية.
- 18 أكتوبر – إسبيرانزا سبالدنغ
- 18 أكتوبر – ليندساي فون متزحلقة جبال الألب من الولايات المتحدة الأمريكية.
- 21 أكتوبر – كيني كوبر لاعب كرة قدم أمريكي.
- 23 أكتوبر – شينا مور لاعبة كرة سلة أمريكية.
- 23 أكتوبر – ميغان ماكين صحفية من الولايات المتحدة الأمريكية.
- 25 أكتوبر – كيتي بيري مغنية و كاتبة اغاني و ممثلة.
- 26 أكتوبر – كاتي جيرلدس
- 30 أكتوبر – إيفا مارسيل

### نوفمبر
- 7 نوفمبر – آدم ديفين
- 7 نوفمبر – جوناثان برينستن لاعب كرة قدم أمريكي.
- 8 نوفمبر – داريل واتكينز لاعب كرة سلة أمريكي.
- 8 نوفمبر – لورينزو ويليامز لاعب كرة سلة من الولايات المتحدة الأمريكية.
- 9 نوفمبر – آيك أوفويجبو لاعب كرة سلة نيجيري.
- 9 نوفمبر – ديريك ريفيو لاعب كرة سلة أمريكي.
- 10 نوفمبر – كندريك بيركنز لاعب كرة سلة أمريكي.
- 11 نوفمبر – تشارلز لي لاعب كرة سلة أمريكي.
- 12 نوفمبر – أوماريون
- 14 نوفمبر – توني غافني لاعب كرة سلة أمريكي.
- 14 نوفمبر – لانس هاريس لاعب كرة سلة أمريكي.
- 15 نوفمبر – بريون راش
- 15 نوفمبر – جيرماريو دافيدسون لاعب كرة سلة أمريكي.
- 16 نوفمبر – كيمبرلي جي براون ممثلة أمريكية.
- 20 نوفمبر – كارتييه مارتن لاعب كرة سلة أمريكي.
- 21 نوفمبر – جوش بون لاعب كرة سلة أمريكي.
- 21 نوفمبر – جينا مالون
- 22 نوفمبر – سكارليت جوهانسون ممثلة ومغنية وعارضة من اصول يهودية.
- 23 نوفمبر – لوكاس غرابيل
- 23 نوفمبر – هيلتون آرمسترونغ لاعب كرة سلة أمريكي.
- 23 نوفمبر – يارا ماريانو عارضة من الولايات المتحدة الأمريكية.
- 28 نوفمبر – ماري إليزابيث وينستد ممثلة أمريكية.

### ديسمبر
- 5 ديسمبر – لورين لندن
- 7 ديسمبر – آرون غراي لاعب كرة سلة أمريكي.
- 10 ديسمبر – جاي تي جي مصارع محترف من الولايات المتحدة الأمريكية.
- 10 ديسمبر – روميو ترافيس لاعب كرة سلة أمريكي.
- 11 ديسمبر – جيمس السورث
- 14 ديسمبر – ريان ميلر لاعب كرة قدم من الولايات المتحدة الأمريكية.
- 15 ديسمبر – راشون فريمان لاعب كرة سلة أمريكي.
- 16 ديسمبر – كوانتيز روبرتسون لاعب كرة سلة أمريكي.
- 22 ديسمبر – براين بوتش لاعب كرة سلة أمريكي.
- 22 ديسمبر – جريج فينلي ممثل أمريكي.
- 24 ديسمبر – أوستن ستويل ممثل أمريكي.
- 24 ديسمبر – والاس سبيرمون
- 25 ديسمبر – كريس ريتشارد لاعب كرة سلة من الولايات المتحدة الأمريكية.
- 26 ديسمبر – جيني شايكشافت
- 27 ديسمبر – تيشا فلوكير لاعبة كرة سلة أمريكية.
- 28 ديسمبر – فيرنون هاميلتون لاعب كرة سلة أمريكي.
- 28 ديسمبر – ويل روسينسكي ملاكم من الولايات المتحدة الأمريكية.
- 29 ديسمبر – شون علي ستون ممثل أمريكي.
- 30 ديسمبر – أندرا داي
- 30 ديسمبر – ليبرون جيمس

## وفيات

### يناير
- 1 يناير – بنيامين فريدمان (مواليد 1890) سياسي أمريكي.
- 10 يناير – بيتي جرين (مواليد 1931) مقدم برامج إذاعية من الولايات المتحدة الأمريكية.
- 14 يناير – راي كروك (مواليد 1902)
- 20 يناير – جون هارتويل هاريسون (مواليد 1909)

### فبراير
- 5 فبراير – تشاك كوبر (مواليد 1926) لاعب كرة سلة من الولايات المتحدة الأمريكية.
- 15 فبراير – إيثيل ميرمان (مواليد 1908)
- 21 فبراير – آنا ميدورا بيتجير (مواليد 1899)

### مارس
- 1 مارس – جاكي كوجان (مواليد 1914)
- 6 مارس – بيلي كولينز جونيور (مواليد 1961) ملاكم من الولايات المتحدة الأمريكية.
- 12 مارس – إدوين كمبل (مواليد 1889) فيزيائي أمريكي.
- 16 مارس – شوغ فيشر (مواليد 1907)
- 20 مارس – إد بيترسون (مواليد 1924) لاعب كرة سلة أمريكي.

### أبريل
- 1 أبريل – مارفين غاي (مواليد 1939)
- 14 أبريل – جون بوتنام ميريل (مواليد 1917) طبيب أمريكي.
- 17 أبريل – مارك وين كلارك (مواليد 1896) ضابط من الولايات المتحدة الأمريكية.
- 18 أبريل – كينيث كول ستيوارت (مواليد 1900) فيزيائي من الولايات المتحدة الأمريكية.
- 22 أبريل – أنسل آدمز (مواليد 1902)
- 23 أبريل – روبي غولدشتاين (مواليد 1907) ملاكم من الولايات المتحدة الأمريكية.
- 25 أبريل – كيفين لينش (مواليد 1918)
- 28 أبريل – تريغ براون (مواليد 1899)

### مايو
- 2 مايو – بوب كلامبيت (مواليد 1913)
- 2 مايو – جاك باري (مواليد 1918)
- 6 مايو – ويليام ألن إيغان (مواليد 1914) سياسي أمريكي.
- 7 مايو – ماكس بالمر (مواليد 1927)
- 15 مايو – فرانسيس شيفر (مواليد 1912)
- 16 مايو – أندي كوفمان (مواليد 1949)
- 17 مايو – فريتزي زيفيتش (مواليد 1913) ملاكم من الولايات المتحدة الأمريكية.
- 22 مايو – أوريليوس باتاغليا (مواليد 1910) فنان أمريكي.
- 24 مايو – فينس مكمان الأب (مواليد 1914) رائد أعمال من الولايات المتحدة الأمريكية.
- 30 مايو – تكس جيبونز (مواليد 1907) لاعب كرة سلة من الولايات المتحدة الأمريكية.

### يونيو
- 15 يونيو – ميرديث ويلسون (مواليد 1902) ملحن أمريكي.
- 19 يونيو – لي كراسنر (مواليد 1908) فنانة أمريكية.
- 24 يونيو – وليام كيلي (مواليد 1889)

### يوليو
- 26 يوليو – إد جين (مواليد 1906) قاتل متسلسل من الولايات المتحدة الأمريكية.
- 26 يوليو – جورج غالوب (مواليد 1901)
- 28 يوليو – جيم بانون (مواليد 1911) ممثل أمريكي.

### أغسطس
- 4 أغسطس – والتر بورك (مواليد 1908) ممثل أمريكي.
- 8 أغسطس – ريتشارد ديكون (مواليد 1921) ممثل أمريكي.
- 15 أغسطس – نورمان بيتي (مواليد 1927) موسيقي أمريكي.
- 21 أغسطس – ينغ فيربو (مواليد 1907) ملاكم من الولايات المتحدة الأمريكية.
- 22 أغسطس – فريدي ستيل (مواليد 1912)
- 25 أغسطس – ترومان كابوتي (مواليد 1924) مؤلف أمريكي.

### سبتمبر
- 1 سبتمبر – هاولاند تشامبرلين (مواليد 1911)
- 6 سبتمبر – إرنست تاب (مواليد 1914)
- 8 سبتمبر – جوني بارسون (مواليد 1918)
- 14 سبتمبر – جانيت جاينور (مواليد 1906)
- 17 سبتمبر – ريتشارد باسهارت (مواليد 1914)
- 24 سبتمبر – نيل هاميلتون (مواليد 1899) ممثل أمريكي.

### أكتوبر
- 6 أكتوبر – جورج جايلورد سيمبسون (مواليد 1902)
- 13 أكتوبر – أليس النيل (مواليد 1900) رسامة من الولايات المتحدة الأمريكية.
- 27 أكتوبر – لاري فوست (مواليد 1928) لاعب كرة سلة أمريكي.

### نوفمبر
- 13 نوفمبر – دوروثي أرنولد (مواليد 1917)
- 16 نوفمبر – موراي ألبر (مواليد 1904) ممثل أمريكي.
- 19 نوفمبر – جورج آيكن (مواليد 1892) سياسي أمريكي.
- 24 نوفمبر – جيمي جاكسون (مواليد 1910)
- 27 نوفمبر – تشارلي زيفيتش (مواليد 1925) ملاكم من الولايات المتحدة الأمريكية.

### ديسمبر
- 4 ديسمبر – سيمور فوغل (مواليد 1911) فنان أمريكي.
- 7 ديسمبر – جين كاغني (مواليد 1919) ممثلة أمريكية.
- 8 ديسمبر – لوثر أدلر (مواليد 1903)
- 11 ديسمبر – نيت بومان (مواليد 1943) لاعب كرة سلة أمريكي.
- 20 ديسمبر – ستانلي ملغرام (مواليد 1933)